# Fossarus elegans
Fossarus elegans là một loài ốc biển, là động vật thân mềm chân bụng sống ở biển thuộc họ Planaxidae.

## Miêu tả
Độ dài vỏ lớn nhất ghi nhận được là 5.3 mm.

## Môi trường sống
Độ sâu nhỏ nhất ghi nhận được là 128 m. Độ sâu lớn nhất ghi nhận được là 260 m.